# 尤寧縣 (密西西比州)
尤寧縣（英語：Union County）是美國密西西比州北部的一個縣。面積1,080平方公里。根據美國2000年人口普查，共有人口25,362人。縣治新奧爾巴尼（New Albany）。
成立於1870年7月7日。縣名指的是在美國內戰中受傷害的聯邦。